# Assets under management
Assets under management (englisch kurz AUM, deutsch verwaltetes Vermögen) ist eine finanzielle Kennziffer, die das Volumen an Kundengeldern angibt, welche ein Unternehmen verwaltet.
Die Kennziffer des Assets under management dient unter anderem zur Bewertung von Investmentgesellschaften, Versicherungsunternehmen, Vermögensverwaltungsgesellschaften und Banken sowie insbesondere Private Banking.
Ähnlich wie der Umsatz bei Handels- oder Produktionsunternehmen sind die assets under management ein viel beachteter Indikator für die Größe und Marktdurchdringung von Finanzunternehmen. Sie werden daher typischerweise für Ranglisten der größten Unternehmen der Branche verwendet.
Die assets under management spiegeln weder den Anlage- noch den Vertriebserfolg eines Finanzdienstleisters wider. Bedingt durch Marktpreisschwankungen sinken die assets under management in der Baisse und steigen bei positiver Marktentwicklung, ohne dass dies ein Indikator für den Vertriebserfolg wäre. Zur Messung des Vertriebserfolgs, ist der Nettozufluss an Kundeneinlagen der geeignete Maßstab, zur Messung des Anlageerfolgs die Sharpe Ratio.

## Verwandte Kennzahlen
Während im Fall von assets under management die Bank Anlageentscheidungen für den Kunden trifft, werden hiervon assets under administration (AUA) unterschieden, für die die Bank lediglich administrative Aufgaben, wie die Verwahrung und Buchhaltung, vornimmt.  Bei Banken wird für beide Klassen zusammenfassend i. d. R. bewusst vom betreuten Vermögen (englisch assets under management and administration, kurz AUMA) anstelle von verwaltetem Vermögen gesprochen, da es als unerheblich angesehen wird, ob die Kunden die Depotverwaltung selbst vornehmen oder durch unabhängige Vermögensverwalter durchführen lassen, oder ob die Bank im Rahmen des Vermögensverwaltungsgeschäfts neben Administrations- und Beratungsleistungen auch die Anlageentscheidungen für die Kundenportfolios trifft.
Im Fall von Hedgefonds wird gelegentlich capital under management (CUM, verwaltetes Eigenkapital) synonym zu assets under management verwendet. Verwaltetes Eigenkapital wird jedoch nicht für Dritte, im Namen von Kunden, angelegt.